# Magnolia soulangeana
Magnolia soulangeana este o specie de plante din genul Magnolia, familia Magnoliaceae, descrisă de Soul.-bod.. Conform Catalogue of Life specia Magnolia soulangeana nu are subspecii cunoscute.